# Джеймс Лапайн
Джеймс Лапайн (на английски: James Lapine) е роден на 10 януари 1949 г. в Мансфилд, Охайо. Той е американски театрален режисьор.
Завършва колежа „Франлкин и Маршал“.